# 봉산동 (원주시)
봉산동(鳳山洞)은 대한민국의 강원특별자치도 원주시에 설치된 동이다.

## 개요
봉산동은 산의 모양이 봉(鳳)같다 하여 붙여진 것으로 봉산의 끝봉을 봉산미(鳳山尾)라 한다. 일제 강점기에 봉산 때문에 원주에 인물이 많이 난다 하여 봉산미 부근에 쇠못를 박아 혈을 막음으로써 봉산의 정기를 죽였다 하여 봉살뫼(鳳殺뫼) 또는 봉살미(鳳殺尾)라고도 불렀다고 한다.
봉산1동은 동쪽의 봉산을 뒤로 하고 앞으로는 원주천을 경계로 서쪽의 중앙동·평원동과 인접해 있고 중앙선 철도가 중심부를 통과하고 있다. 현충로변을 따라 남북으로 위치하고 있으며 북쪽으로는 태장1동, 남쪽으로는 봉산2동과 밀접해 있고 시청에서 1.4km 거리에 있다. 봉산2동은 시청에서 남동쪽으로 2.5km 떨어져 있으며 소초면과 경계를 이루고 태장1동·봉산1동·행구동·반곡관설동과 인접해 있다. 원주천을 사이에 두고 개운동·원인동과 경계를 이루고 있다.

## 법정동
- 봉산동

## 교육
- 원주초등학교

## 문화재
- 원주 봉산동 석조보살입상 - 강원도 유형문화재 제67호
- 원주 봉산동 석불좌상 - 강원도 유형문화재 제68호